# Ivan Devčić

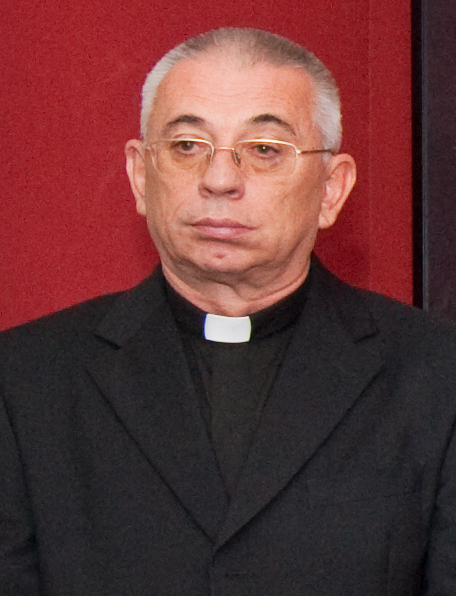
Ivan Devčić

Wappen von Ivan Devčić

Ivan Devčić (* 1. September 1948 in Krasno, Region Lika, Jugoslawien) ist ein kroatischer Geistlicher und emeritierter römisch-katholischer Erzbischof von Rijeka.

## Leben
Nach Besuch der Schulen in Krasno, Rijeka und Pazin absolvierte er sein Abitur 1967 in Pazin. Devčić studierte bis 1974 Theologie und Philosophie am Priesterseminar in Rijeka und am Pontificium Collegium Germanicum et Hungaricum de Urbe sowie der Päpstlichen Universität Gregoriana. Die Priesterweihe empfing er am 28. Juni 1975 durch Erzbischof Josip Pavlišic für das Erzbistum Rijeka-Senj. 1976 erlangte er seinen Master in Philosophie an der Gregoriana und wurde 1980 im Fachgebiet Philosophie mit der Arbeit Der Personalismus bei Nikolaj A. Berdjajew. Versuch einer Philosophie des Konkreten promoviert. Nach seiner Rückkehr aus Rom intensivierte Devčić seine wissenschaftlichen Tätigkeiten. Zudem lehrte Devčić, auch nach seiner Ernennung zum Erzbischof, Philosophie in Rijeka. 
Papst Johannes Paul II. ernannte Ivan Devčić am 17. November 2000 zum Erzbischof von Rijeka. Die Bischofsweihe spendete ihm der Erzbischof von Zagreb, Josip Bozanić, am 16. Dezember 2000. Mitkonsekratoren waren Mile Bogović, Bischof von Gospić-Senj, und Ivan Milovan, Bischof von Poreč-Pula. In der Kroatischen Bischofskonferenz war Erzbischof Ivan Devčić Präsident des Vorstandes für die katholischen Schulen und Hochschulen in der Republik Kroatien.
Papst Franziskus nahm am 11. Oktober 2022 seinen vorzeitigen Rücktritt an.